# Helberg (cráter)
Helberg es un cráter de impacto que se encuentra justo detrás de la extremidad occidental de la Luna, en la cara oculta. Debido a la libración, esta parte de la superficie lunar aparece algunas veces a la vista desde la Tierra, y el cráter se puede observar bajo condiciones de iluminación adecuadas. Sin embargo, incluso en estas circunstancias el cráter se muestra lateralmente y no se puede apreciar mucho detalle.
|  |

Está casi unido al borde este-noreste del cráter Robertson. A un diámetro de distancia al noroeste se haya Berkner, y algo más lejos hacia el este aparece Bell.
Se trata de una formación erosionada, a la que se superponen Helberg C por el lado este-noreste y Helberg H al sureste. El borde sur es algo desigual, con una zona de intrusión al suroeste. El suelo interior incluye los restos del brocal de un antiguo cráter en el extremo norte. Excepto por este detalle, carece de rasgos característicos.

## Cráteres satélite
Por convención estos elementos se identifican en los mapas lunares colocando la letra en el lado del punto medio del cráter que está más cercano a Helberg.
|         | \| Helberg \| Coordenadas \| Diámetro \| \| ------- \| ------------------------------- \| -------- \| \| C \| 23°24′N 100°36′O / 23.4, -100.6 \| 70 km \| \| H \| 21°48′N 101°12′O / 21.8, -101.2 \| 29 km \| |          |
| Helberg | Coordenadas | Diámetro |
| C       | 23°24′N 100°36′O / 23.4, -100.6 | 70 km    |
| H       | 21°48′N 101°12′O / 21.8, -101.2 | 29 km    |